# Dumb Waiters
| Оценки критиков | Оценки критиков |
| Источник        | Оценка          |
| --------------- | --------------- |
| Allmusic        | [ 1 ]           |
| Smash Hits      | 7½/10           |

Dumb Waiters — второй студийный альбом британской группы The Korgis, выпущенный на лейбле Rialto Records в 1980 году. Альбом содержит синглы «Everybody's Got to Learn Sometime» (5 место в Великобритании, 18 место в США и в Австралии), «If It's Alright With You Baby» (56 место в Великобритании), «Dumb Waiters» и «Rover's Return». В 1999 году альбом был издан на CD лейблом Edsel Records.

## Список композиций
Сторона А:
1. «Silent Running» (Warren) — 3:05
2. «Love Ain't Too Far Away» (Davis) — 3:29
3. «Perfect Hostess» (Davis) — 3:21
4. «Drawn and Quartered» (Warren) — 3:20
5. «Everybody's Got to Learn Sometime» (Warren) — 4:24 (N.B. СD-версия включает альтернативную версию песни)

Сторона Б:
1. «Intimate» (Davis) — 3:08
2. «It's No Good Unless You Love Me» (Warren) — 3:24
3. «Dumb Waiters» (Warren) — 2:42
4. «If It's Alright With You Baby» (Warren) — 4:06
5. «Rover's Return» (Davis) — 3:34

## Участники записи
- James Warren — ведущий вокал, бэк-вокал, бас-гитара, электрическая гитара, клавишные
- Stuart Gordon — акустическая гитара, скрипка
- Andy Davis — электрическая гитара, клавишные, ударные, перкуссия, бэк-вокал
- Phil Harrison — клавишные, перкуссия

Дополнительный персонал
- David Lord — перкуссионные
- Stephen Paine — программирование
- Jo Mullet — бэк-вокал
- Ali Cohn — бэк-вокал

## Производство
- The Korgis — продюсеры
- David Lord — продюсер, звукорежиссёр
- Nick Heath — директор
- Tim Heath — директор
- Jeffery Edwards — дизайн обложки
- Tim Simmons — фотограф
- Nick Heath и George Rowbottom — арт-директора́
- Julian Balme — арт-директор

## История выпуска
- 1980 LP Rialto Records TENOR 104 (Великобритания)
- 1980 LP Asylum Records 290 (США)
- 1999 CD Edsel Records EDCD 622

## Синглы
- «Everybody's Got To Learn Sometime»  / «Dirty Postcards» (Rialto TREB 115, апрель 1980)
- «If It's Alright With You Baby» / «Love Ain't Too Far Away» (TREB 118, июль 1980)
- «If It's Alright With You Baby» (Remix) — 3:46 / "Love Ain't Too Far Away" (12" TREBL 118, июль 1980)
- «Dumb Waiters» / «Perfect Hostess» (TREB 122, октябрь 1980)
- «Rovers Return» / «Wish You A Merry Christmas» (не входит в альбом) (Warren/Harrison) — 2:53 (TREB 131, декабрь 1980)